# Paralcis tmetoloba
Paralcis tmetoloba là một loài bướm đêm trong họ Geometridae.